# Sycophila taprobanica
Sycophila taprobanica is een vliesvleugelig insect uit de familie Eurytomidae. De wetenschappelijke naam is voor het eerst geldig gepubliceerd in 1882 door Westwood.